# Naldo (Fußballspieler, 1988)
Naldo (* 25. August 1988 in Santo André; bürgerlich Edinaldo Gomes Pereira) ist ein brasilianischer Fußballspieler. Der Innenverteidiger steht seit 2020 in der Süper Lig bei Antalyaspor unter Vertrag.

## Karriere

### Verein
Nachdem Naldo für einige Vereine in Brasilien gespielt hatte, wechselte er im Januar 2013 zu FC Granada. Dort absolvierte er allerdings keine Spiele, da er nur ein Tag nach seiner Verpflichtung für ein halbes Jahr zum FC Bologna ausgeliehen wurde. In der darauffolgenden Sommerpause wechselte Naldo zu Udinese Calcio. Für diese bestritt er 16 Spiele, bevor er sich 2014 auf Leihbasis für ein Jahr FC Getafe anschloss. Im Sommer 2015 wechselte Naldo in die portugiesische Hauptstadt zu Sporting Lissabon. Nach einem Jahr sicherte sich FK Krasnodar seine Spieldienste. Im August 2017 wechselte Naldo dann nach Spanien zu Espanyol Barcelona. Im Sommer 2020 erfolgte der ablösefreie Wechsel in die türkische erste Liga zu Antalyaspor.

## Erfolge
- Portugiesischer Superpokalsieger: 2016